# No Small Affair
No Small Affair (título en España, Una gran aventura) es una película cómica de 1984 dirigida por Jerry Schatzberg y protagonizada por Jon Cryer y Demi Moore. Cryer, Jennifer Tilly y Tim Robbins hicieron sus respectivos debuts cinematográficos en esta película.

## Sinopsis
El fotógrafo aficionado de 16 años Charles (Jon Cryer) toma accidentalmente una foto de Laura (Demi Moore) y se enamora de ella cuando revela la fotografía. Descubre que trabaja como cantante en un bar, pero que está a punto de ser expulsada. Aunque rechazado al principio por la joven de 22 años, intenta impulsar su carrera artística iniciando una campaña publicitaria a sus espaldas, con resultados inesperados.

## Reparto
- Jon Cryer - Charles Cummings
- Demi Moore - Laura Victor
- George Wendt - Jake
- Peter Frechette - Leonard
- E.G. Daily - Susan
- Ann Wedgeworth - Joan Cummings
- Jeffrey Tambor - Ken
- Tim Robbins - Nelson
- Hamilton Camp - Gus Sosnowski
- Scott Getlin - Scott
- Judith Baldwin - Stephanie
- Jennifer Tilly - Mona
- Kene Holliday - Walt Cronin
- Myles Berkowitz - John
- Tate Donovan - Bob